# New Vision
New Vision ist eine der beiden großen nationalen Tageszeitungen in Uganda. Die Auflage beträgt etwa 35.000 und der Sitz ist in Kampala. Neben der Hauptausgabe in Englisch gibt es eine tägliche (Bukedde) und drei wöchentliche Regionalausgaben (Orumuri, Rupiny und Etop) in einheimischen Sprachen. New Vision erscheint im A3-Format auf 48 Seiten.
Nach eigenen Angaben macht das Blatt bei einem Umsatz von 14 Milliarden Uganda-Schilling (etwa 6,2 Millionen Euro) 921 Millionen Uganda-Schilling (etwa 410.000 Euro) Gewinn (Stand 1999). Etwa 230 Vollzeitmitarbeiter und 100 freie Mitarbeiter werden beschäftigt.
Die Zeitung wurde 1986 nach der Machtübernahme von Präsident Yoweri Museveni begründet und ist im Besitz des Staates. Sie ist daher im Vergleich zur zweiten großen, unabhängigen Zeitung, The Monitor, eher regierungsfreundlich, obwohl ein Gesetz existiert, das die Unabhängigkeit des Blattes gewährleisten soll und in dem sogar eine kritische Haltung gegenüber der Regierung festgeschrieben ist.